# فرودگاه شهری الن‌تاون کوین سیتی
فرودگاه شهری آلن تاون کوین سیتی (به انگلیسی: Allentown Queen City Municipal Airport) (به زبان بومی: Queen City Airport) یک فرودگاه همگانی بهره‌برداری هوایی است که یک باند فرود آسفالت دارد و طول باند آن ۱۲۰۴ متر است. این فرودگاه در کشور ایالات متحده آمریکا قرار دارد و در ارتفاع ۱۲۲ متری از سطح دریا واقع شده است.